# Ґюлістанський мирний договір

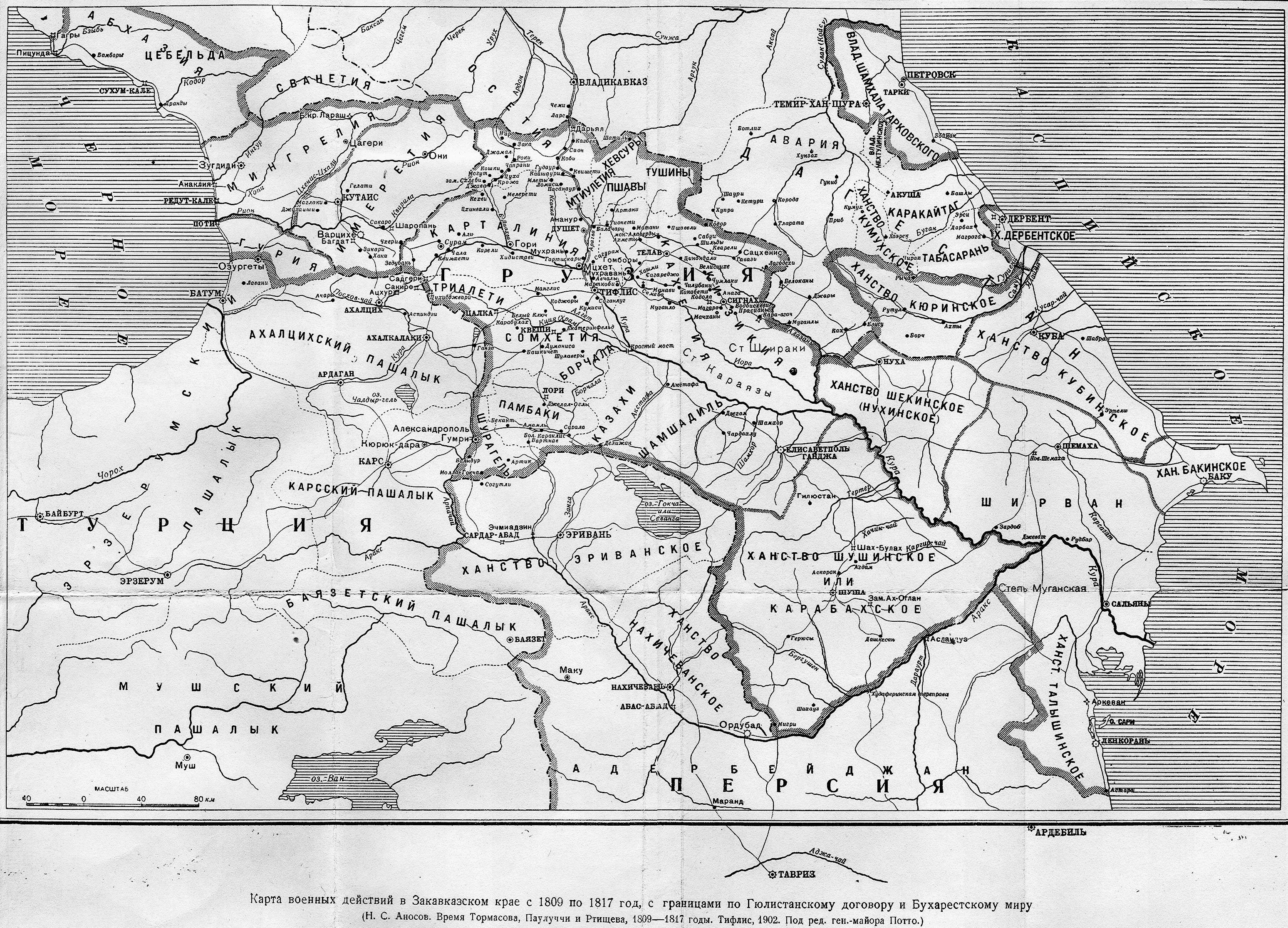
Мапа військових дій в Закавказькому краї в 1809-1817 з кордонами за Ґюлістанським договором та Бухарестським миром

Ґюлістанський мирний договір (рос. Гюлистанский мирный договор, перс. عهدنامه گلستان) — укладений між Російською імперією та Іраном Каджарів 24 жовтня 1813 в поселенні Ґюлістан (Карабах) як підсумок Російсько-перської війни 1804-1813.
Згідно з цим договором до Російської імперії були включені Дагестан, Грузія, Імеретія, Гурія, Мінгрелія, Абхазія й кілька закавказьких ханств (Дербентське, Бакинське, Карабаське й ін.). Російській імперії дозволялося мати військовий флот на Каспійському морі, також були обговорені правила вільної торгівлі між купцями обох країн.